# Regdanvimab
 (avril 2024).
Si vous disposez d'ouvrages ou d'articles de référence ou si vous connaissez des sites web de qualité traitant du thème abordé ici, merci de compléter l'article en donnant les références utiles à sa vérifiabilité et en les liant à la section « Notes et références ».
Le regdanvimab (CT-P59) est un anticorps monoclonal développé par la société sud-coréenne Celltrion. 
Il est destiné aux patients adultes présentant des symptômes légers à modérés risquant de développer une forme sévère de COVID-19 mais ne nécessitant pas encore d'oxygénothérapie.
Il est autorisé dès septembre 2021 par le Ministère de la sécurité alimentaire et pharmaceutique sud-coréen. L'Agence européenne des médicaments lui accorde une autorisation de mise sur le marché le 11 novembre 2021.
Le regdanvimab a été identifié par sélection des anticorps les plus efficaces pour neutraliser le SARS-CoV-2. 
Des études précliniques in vitro puis in vivo ont montré que le regdanvimab se liait au domaine de liaison du SARS-CoV-2 et avait un effet neutralisant tant pour la souche historique que pour les variants préoccupants. Il permet de diminuer la charge virale et l’inflammation pulmonaire. Les essais cliniques ont montré qu'il est bien toléré.
La société Celltrion travaille[Quand ?] à la mise au point d’un cocktail de différents anticorps neutralisants dont le regdanvimab pour améliorer l'efficacité contre les variants émergents. 